# Ahmes
Ahmes (Egipat, oko 2000. prije Krista) 
O njegovu se životu veoma malo zna, ali svakako spada u najranije znanstvenike. Po vokaciji matematičar, tvorac je najstarijeg egipatskog matematičkog papirusa.